# Sten Grillner

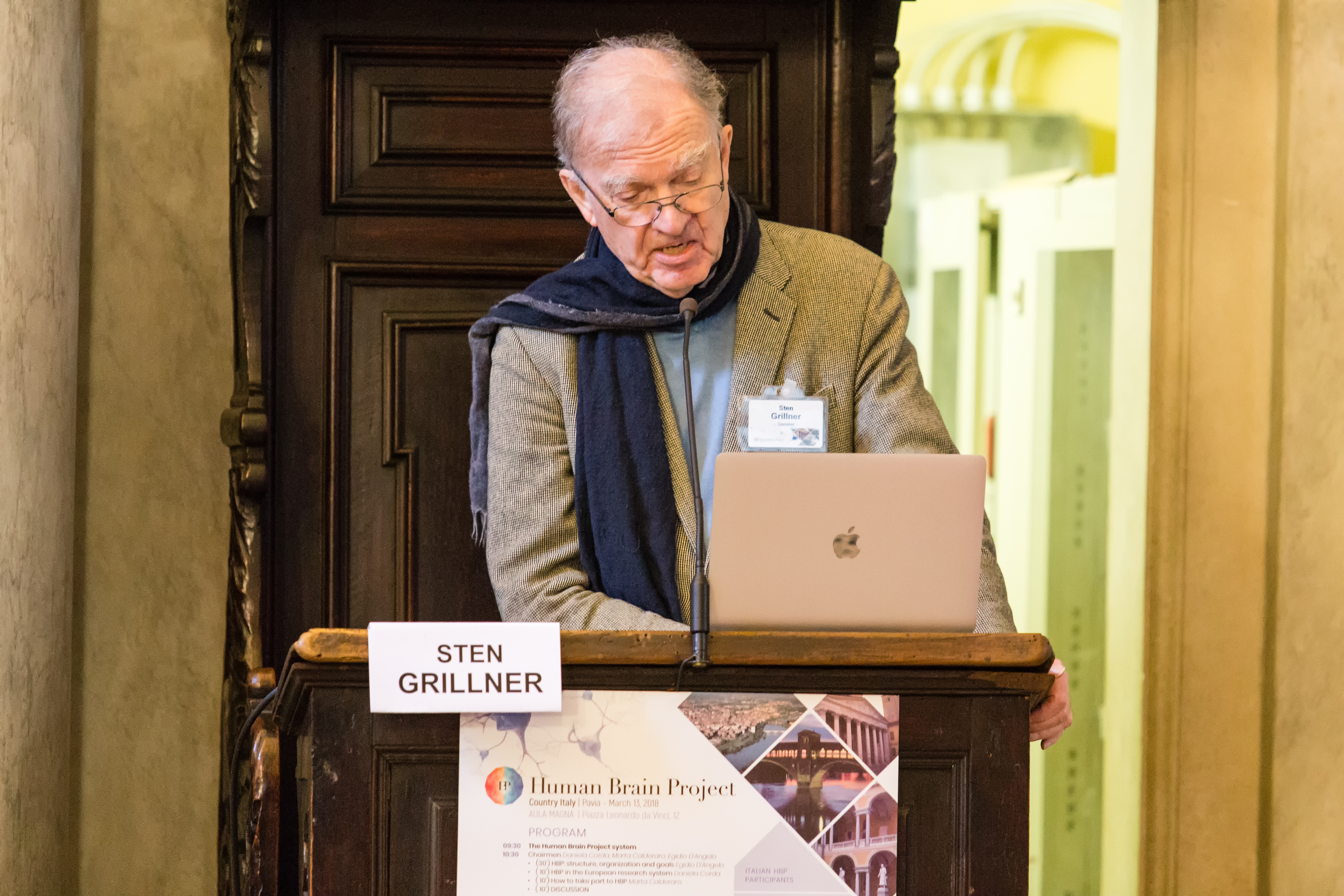
Sten Grillner

Sten Grillner, född 1941, är en svensk fysiolog. Han disputerade 1969 vid Göteborgs universitet där han var verksam som docent tills han 1975 blev professor i fysiologi vid Karolinska Institutet. Sedan 1987 är professor i neurofysiologi vid samma lärosäte. Han invaldes 1993 som ledamot av Vetenskapsakademien. Han var 1987-1997 ledamot av Karolinska Institutets Nobelkommitté, till en början som adjungerad ledamot, senare fullvärdig ledamot och var 1995-1997 ordförande i kommittén.

### Fotnoter
1. ↑  Grillner, Sten (1969) (på engelska). Supraspinal and segmental control of static and dynamic γ-motoneurones in the cat. Acta physiologica Scandinavica. Supplementum, 0302-2994 ; 327. Stockholm. Libris 537125
2. ↑  http://www.neuro.ki.se/grillner/cv/stencv.html